# Kijotaka Šišito
Kijotaka Šišito (* 1954, Sendai) je japonský fotograf a člen Japonské fotografické společnosti.

## Životopis
Narodil se v roce 1954 ve městě Sendai v prefektuře Mijagi. V roce 1980 se přestěhoval do Spojených států amerických, aby zde studoval dokumentární fotografii. V roce 1993 se účastnil na „Beyond the Cambodian Iron Chain“ (Ginza Nikon Salon) a od roku 1995 organizoval sérii výstav fotografií „Návrat do 21. století“ na téma druhé generace Japonců-Američanů, kteří žili mezi Amerikou a Japonskem v bouřlivé době.

## Ceny a ocenění
V roce 2004 obdržel cenu Nobua Iny. V roce 2005 vyhrál cenu za fotografie v prefektuře Mijagi a v roce 2020 získal cenu za vzdělání a kulturu v prefektuře Mijagi.

## Publikace
Mezi jeho publikace patří „Called Jap“ (Ronsoša) a „Home, Beautiful Hometown“ (Press Art).